# Epirrhoe supergressa
Epirrhoe supergressa là một loài bướm đêm trong họ Geometridae.